# Midden-Dnjeprcultuur
De Midden-Dnjeprcultuur (3.200-2.300 v.Chr.) was een archeologische cultuur van de bronstijd in de regio Midden-Dnjepr (het huidige Zuidoost-Wit-Rusland, het Zuidwesten van Europees Rusland en Noord-Oekraïne). 
De cultuur is gelijktijdig met de laatste fase van de Indo-Europese jamnacultuur, welke ze opvolgt, alsmede met de laatste fase van de Cucutenicultuur. Geografisch gezien ligt ze direct ten zuiden en oosten van het gebied van de grotendeels gelijktijdige kogelamforacultuur.
Ze heeft een vroege fase (24e-21e eeuw v.Chr.) en late fase (21e-15e eeuw v.Chr.). Het centrum van de cultuur ligt aan de middenloop van de Dnjepr. De eerste nederzettingen vindt men in de regio's Kiev en Tsjerkasy.
De bevolking van de Midden-Dnjeprcultuur hield zich bezig met veeteelt, landbouw, jacht en visserij. Ze woonden in nederzettingen met kuilwoningen met een paalconstructie in het midden. Men produceerde vuurstenen en andere stenen en bronzen werktuigen, en wapens gemaakt van metaal. Ook bezat men sieraden van ivoor en barnsteen. Het aardewerk bestond voornamelijk uit bolvormige potten met een platte bodem.
Het sociale systeem was er een van patriarchale clans met tekenen van een ongelijke verdeling van rijkdom. Ze werd gekenmerkt door de cultus van de zon en het vuur en een geloof in het hiernamaals.
Begrafenissen vonden plaats in grafheuvels, met het lichaam op de linker- of rechterzij gelegen. Sommige van deze grafheuvels werden al gebruikt ten tijde van de jamnacultuur. In de begravingen vindt men aardewerk en stenen bijlen. In het noordelijke deel van het verspreidingsgebied vindt men gevallen van crematie. In een later stadium verspreidt zich de bijzetting in vlakke graven, zowel als begrafenis als crematie.
Er zijn verschillende hypothesen over de oorsprong van de Midden-Dnjeprcultuur. Sommigen verbinden de oorsprong van alle touwbeker- en verwante "strijdbijlculturen" met de catacombencultuur. Volgens andere onderzoekers zou ze ontstaan zijn op basis van de jamnacultuur, met in haar latere ontwikkeling invloed van de catacomben- en late Cucutenicultuur.
In het kader van de koerganhypothese is de Midden-Dnjeprcultuur de belangrijkste bron van de invasie van Indo-Europeanen in Noord-en Centraal-Europa, en het ontstaan van de touwbekercultuur. 